# The Spaniels
The Spaniels waren eine Doo-Wop-Band, die in den 1950er Jahren ihre größten Erfolge feierte. Am bekanntesten wurden sie durch ihren R&B-#5-Hit Goodnight, Sweetheart, Goodnight.
Die Band wurde Ende 1952 in Gary (Indiana) gegründet, als Warren, Jackson, Courtney und Gregory, die gemeinsam die Roosevelt High School besuchten, beschlossen eine Band zu gründen. Schließlich konnten sie auch James „Pookie“ Hudson zum Mitmachen überzeugen und traten als Pookie Hudson & the Hudsonaires bei einer Talentshow ihrer Schule auf.

Spaniels - Baby It’s You

Nur wenig später benannte sich die Band in The Spaniels um, bekam einen Plattenvertrag bei dem damals noch völlig unbekannten Label Vee Jay Records und zog schließlich nach Chicago. Mitte 1953 nahmen die fünf Sänger dann Baby It’s You auf, das im September die Top 10 der R&B-Charts knackte. Im Folgejahr hatte die Band mit Goodnight, Sweetheart, Goodnight dann ihren größten Erfolg. Der Song machte einen Platz 5 in den R&B-Charts, eine Coverversion der weißen Pop-Band The McGuire Sisters kam nur wenig später in die Top 10 der Pop-Charts.
Inzwischen traten die Spaniels regelmäßig im New Yorker Apollo Theater auf und tourten durch Teile der USA. You Painted Pictures kam im Herbst dann auf #13 der R&B-Charts. Etwas später musste Courtney zum Militär, er wurde durch James „Dimples“ Cochran ersetzt. Auch Warren wurde eingezogen und nachdem zwei weitere Singles der Spaniels floppten kehrten auch Hudson und Jackson der Band den Rücken. Gregory war nun das einzig übrige Gründungsmitglied; Cochran, Carl Rainge und Don Porter bildeten den Rest der Band.
Doch schon nach Veröffentlichung der ersten Single in dieser Besetzung kehrte Hudson zurück und übernahm wieder die Rolle des Leadsängers. 1957 erschien dann das Debütalbum der Spaniels unter dem Titel Goodnight, It’s Time to Go. Ende der 50er kam es zu weiteren Besetzungswechseln, sodass die Band 1960 aus Hudson, Warren, Gregory, Andy McGruder und Bill Carey bestand. Die Single I Know kam in diesem Jahr immerhin auf #23 der R&B-Charts.
Kurz nachdem Gregory und McGruder die Spaniels verlassen hatten, trennte sich die Band 1961. 1969 kam es zu einer Reunion mit Hudson, Charles Douglas, Alvin Wheeler, Alvin Lloyd und Pete Simmons. Letzterer wurde später durch Andrew Lawyer ersetzt. 1974 machten die Spaniels ihre letzten Aufnahmen, blieben jedoch bestehen und tourten beispielsweise mit Oldie-Revival-Shows.